# Аргумент слизького схилу

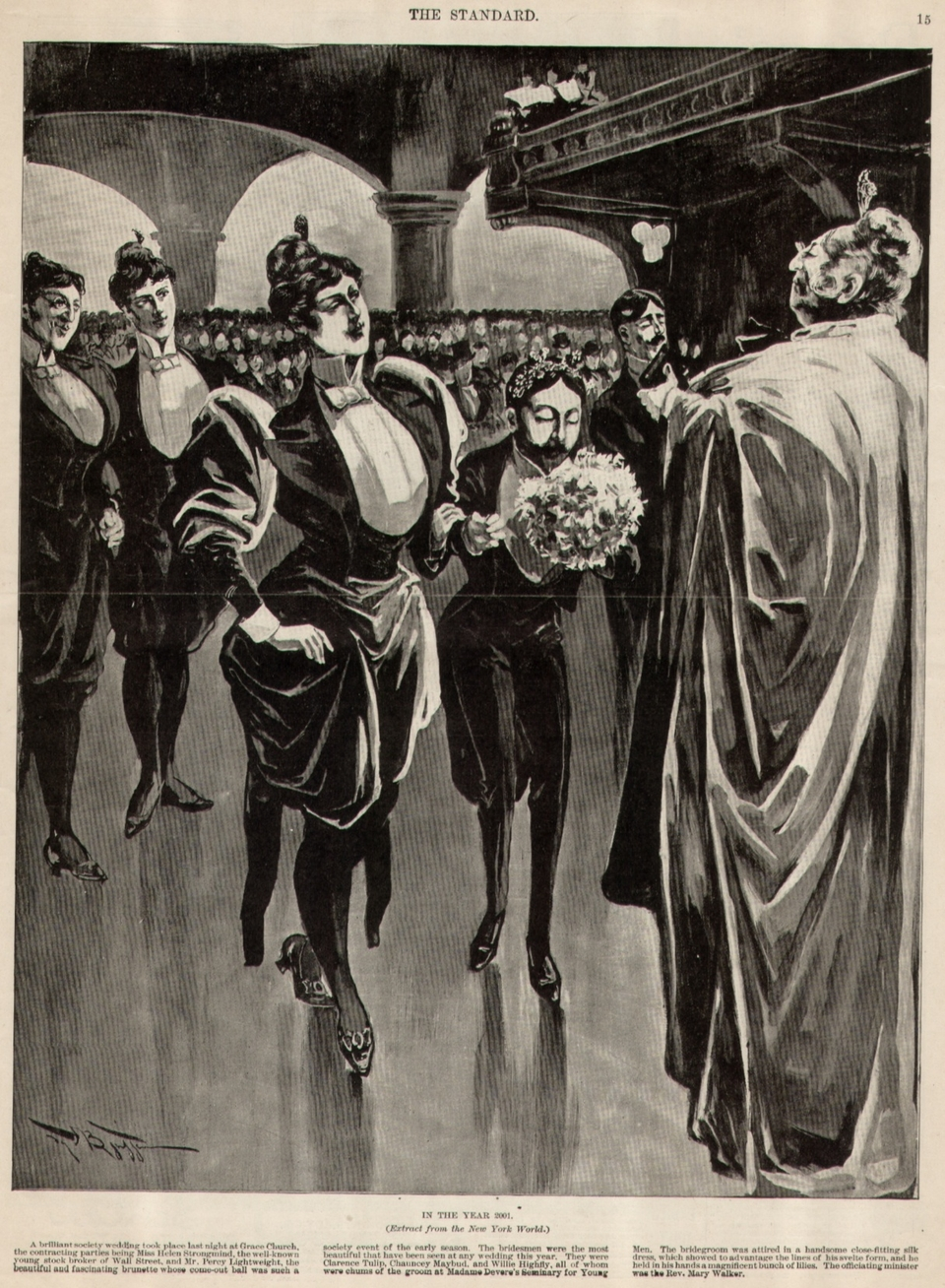
Ця картинка 1895 року показує, як виглядали б весілля 2001 року, якби жінки отримали право голосу.

Аргумент слизького схилу в логіці, критичному мисленні, політичній риториці та судовому праві — це аргумент, у якому сторона стверджує, що відносно невеликий перший крок призводить до ланцюга пов’язаних подій, що завершуються деяким значущим (зазвичай негативним) ефектом. Суть аргументу про слизький схил полягає в тому, що конкретне рішення, яке обговорюється, може призвести до непередбачених наслідків. Сила такого аргументу залежить від того, чи дійсно маленький крок може призвести до ефекту. Це виражається кількісно в термінах того, що відомо як ордер (у цьому випадку демонстрація процесу, який призводить до значного ефекту). Цей тип аргументації іноді використовується як форма нагнітання страху, коли ймовірні наслідки певної дії перебільшуються з метою налякати аудиторію. Однак диференціація необхідна, оскільки в інших випадках можна продемонструвати, що невеликий крок, ймовірно, призведе до ефекту.
Помилкове значення «слизького схилу» часто використовується як синонім безперервної помилки, оскільки воно ігнорує можливість середньої позиції та припускає дискретний перехід від категорії A до категорії B. У цьому сенсі воно становить неформальну помилку. У значенні, відмінному від помилки, включаючи використання як юридичного принципу, визнається середня можливість, і надаються міркування щодо ймовірності передбачуваного результату. Інші ідіоми для аргументу про слизький схил: тонкий кінець/край клина, ніс верблюда в наметі або Якщо ви даєте миші печиво.

## Схили, аргументи та помилки
Деякі автори розрізняють подію слизького схилу та аргумент слизького схилу. :122Подія слизького схилу може бути представлена серією умовних висловлювань, а саме:
якщо p, то q; якщо q, то r; якщо r то … z
Ідея полягає в тому, що через серію проміжних кроків з p випливатиме z. Деякі автори зазначають, що сувора необхідність не потрібна, і це все ще можна охарактеризувати як слизький схил, якщо на кожному етапі наступний крок є правдоподібним. :186Це важливо, оскільки із суворої імплікації p буде означати z, але якщо на кожному кроці ймовірність, скажімо, 90 %, то чим більше кроків, тим менша ймовірність того, що p спричинить z.
Аргумент про слизький схил, як правило, є негативним аргументом, коли є спроба відбити бажання когось прийняти певний курс дій, тому що якщо вони це зроблять, це призведе до неприйнятного висновку. Деякі автори зазначають, що аргумент із такою ж структурою може бути використаний у позитивний спосіб, щоб когось заохочувати зробити перший крок, оскільки він веде до бажаного висновку.
Якщо когось звинувачують у використанні аргументу слизького схилу, то припускають, що він винен у хибних міркуваннях, і хоча стверджується, що p означає z, з будь-якої причини це не так. У підручниках з логіки та критичного мислення слизькі схили та аргументи слизького схилу зазвичай обговорюються як форма помилки, хоча може бути визнання того, що непомилкові форми аргументів також можуть існувати. :273–311

## Види аргументації
Різні автори класифікували аргумент слизького схилу по-різному й часто суперечливо, :273–311але є два основних типи аргументів, які були описані як аргументи слизького схилу. Один тип був названий причинним слизьким схилом :308і відмінною рисою цього типу є те, що різні кроки, що ведуть від p до z, є подіями, кожна з яких є причиною наступної в послідовності. Другий тип можна назвати судженням слизького схилу з ідеєю, що «схил» не складається з серії подій, замість того, якщо людина робить одне конкретне судження, їй раціонально доведеться зробити інше і так далі. Тип суджень може бути додатково розділений на концептуальні слизькі схили та слизькі схили прийняття рішень.
Концептуальні слизькі схили, які Труді Говер називає помилкою слизької асиміляції, тісно пов'язані з парадоксом нагромадження, тому, наприклад, у контексті розмови про слизькі схили Мерілі Салмон може сказати: «Слизький схил — це давня форма міркування. Згідно з ван Фраассеном (The Scientific Image), у Секста Емпірика міститься аргумент про те, що інцест не є аморальним, на тій підставі, що „доторкнутися мізинцем до великого пальця на нозі своєї матері не є аморальним, а все інше відрізняється лише ступенем“.'»
Слизькі схили прийняття рішень схожі на концептуальні слизькі схили в тому, що вони засновані на континуумі без чітких розмежувальних ліній, тому, якщо ви вирішите прийняти одну позицію чи курс дій, ні зараз, ні в майбутньому це не буде раціональних підстав для неприйняття наступної позиції чи курсу дій у послідовності.
Складність у класифікації аргументів про слизький схил полягає в тому, що в літературі немає чіткого консенсусу щодо того, як слід використовувати термінологію. Було сказано, що, хоча ці дві помилки «мають зв'язок, який може виправдати розглядати їх разом», вони також відрізняються, і «те, що вони мають спільну назву, викликає жаль». Деякі автори трактують їх разом, але підкреслюють, чим вони відрізняються. Деякі автори використовують термін «слизький схил» для позначення одного типу аргументу, але не для іншого, але не дійшли згоди щодо того, якого із них, тоді як інші використовують цей термін для позначення обох. Так, наприклад,
- Крістофер Тіндейл[en] дає визначення, яке відповідає лише причинному типу. Він каже: «Судження слизького схилу — це тип негативного міркування від наслідків, що відрізняється наявністю причинно-наслідкового ланцюга, що веде від запропонованої дії до негативного результату».[4] :185
- Меррілі Салмон описує цю помилку як нездатність визнати, що можна провести значущі відмінності, і навіть згадує в цьому світлі «теорію доміно».[14]
- Дуглас Н. Волтон[en] каже, що важливою особливістю слизьких схилів є «втрата контролю», і це підходить лише до типу слизьких схилів, де приймаються рішення. Він каже, що «аргумент доміно містить послідовність подій, у яких кожна з викликає наступну таким чином, що як тільки відбудеться перша подія, вона призведе до наступної події, і так далі, доки не нарешті відбувається остання подія в послідовності… (і)… чітко відрізняється від аргументу про слизький схил, але його можна розглядати як його частину та тісно пов'язаний з ним».[15]

## Метафора та її альтернативи
Метафора про «слизьку дорогу» сходить принаймні до есе Ціцерона Laelius de Amicitia (XII.41). Головний герой Гай Лелій Сапієнс використовує цю метафору, щоб описати занепад республіки після неминучого обрання Гая Гракха: «Справи незабаром рухаються далі, бо вони легко ковзають по дорозі руїни, коли тільки почали».

### Тонкий кінець клина
Волтон припускає, що Альфреда Сіджвіка слід вважати першим автором неформальної логіки, який описав те, що сьогодні можна назвати аргументом слизького схилу. :275
"Ми не повинні робити те чи інше, як часто кажуть, тому що, якби ми це зробили, ми повинні були б логічно зобов’язатися зробити щось інше, що є просто абсурдним або неправильним. Якщо ми одного разу починаємо йти певним курсом, ми не знаємо, де ми зможемо зупинитися в межах будь-якої демонстрації послідовності; не було б жодних причин зупинятися десь конкретно, і нас слід крок за кроком вести до дій чи думок, які ми всі погоджуємось називати небажаними чи неправдивими."
Сіджвік каже, що це «широко відоме як заперечення проти тонкого кінця клина», але зараз це можна класифікувати як слизький схил прийняття рішення. Однак метафора клина також відображає ідею про те, що неприємний кінцевий результат є ширшим застосуванням принципу, пов'язаного з початковим рішенням, яке часто є ознакою слизьких схилів прийняття рішень через їх поступовий характер, але може бути відсутнім у слизьких схилах причинно-наслідкового характеру.

### Помилка доміно
Т. Едвард Дамер у своїй книзі Attacking Faulty Reasoning описує те, що інші можуть назвати причинно-наслідковим слизьким схилом, але каже:
"Хоча це зображення може бути проникливим для розуміння характеру помилки, воно відображає неправильне розуміння природи причинно-наслідкових зв’язків між подіями. Кожне причинне твердження вимагає окремого аргументу. Отже, будь-який «промах», який можна знайти, є лише незграбним мисленням сперечальника, який не зміг надати достатніх доказів того, що одна причинно пояснена подія може служити поясненням іншої події або серії подій.":135
Натомість Дамер воліє називати це помилкою доміно. Говард Кахане припускає, що варіація помилки доміно вийшла з моди, оскільки вона була пов'язана з теорією доміно для втягнення Сполучених Штатів у війну у В'єтнамі, і, хоча США програли цю війну, «впало в першу чергу комуністичне доміно». fallen".:84

### Прорив дамби
Френк Салігер зазначає, що «в німецькомовному світі драматичний образ прориву дамби, здається, переважає, в англомовних колах говорять більше про слизький схил» :341і що «в німецькому письмі аргументи про прорив дамби та слизький схил розглядаються як синоніми. Зокрема, структурний аналіз аргументів про слизький схил, отриманий з англійської мови, значною мірою переноситься безпосередньо на аргумент про прорив дамби.» :343
Досліджуючи відмінності між цими двома метафорами, він зауважує, що під час прориву греблі початкова дія явно стоїть на передньому плані, і відбувається швидкий рух до кінцевих подій, тоді як у метафорі слизького схилу ковзання вниз має принаймні таку ж важливість, як початкова дія, і це «передає враження повільнішого „покрокового“ процесу, де особа, яка приймає рішення, як учасник невблаганно скочується вниз під вагою своїх власних послідовних (помилкових) рішень». :344 Незважаючи на ці відмінності, Салігер продовжує розглядати ці дві метафори як синоніми. Уолтон стверджує, що, хоча ці дві речі можна порівняти, «метафора прориву дамби не несе в собі жодного суттєвого елемента послідовності кроків від початкової дії до сірої зони з супутньою втратою контролю, яка призвела до кінцевого результату вигляді руйнівної катастрофи. З цих причин, здається, найкраще запропонувати провести різницю між аргументами про прорив дамби та аргументами про слизький схил.»

### Інші метафори
Ерік Лод зазначає, що «коментатори використовували численні різні метафори для позначення аргументів, які мають таку грубу форму. Наприклад, у народі такі аргументи називали „клин“ або „тонка грань клина“, „верблюжий ніс“ або „верблюжий ніс у наметі“, „парад жахів“, „доміно“, аргументи про „жабу в окропі“ та „снігову кулю“. Усі ці метафори свідчать про те, що дозвіл однієї практики чи політики може призвести до того, що ми дозволимо низку інших практик чи політик». :1470Брюс Уоллер каже, що юристи часто називають це аргументом «парад жахів», тоді як політики, здається, віддають перевагу «верблюжому носу в наметі». :252

## Визначення особливостей аргументів слизького схилу
Враховуючи розбіжності щодо того, що є справжнім аргументом слизького схилу, слід очікувати, що існують відмінності у способі їх визначення. Лоде каже, що «хоча всі аргументи слизького схилу мають певні особливості, вони є сімейством споріднених аргументів, а не класом аргументів, члени якого мають однакову форму».:1476
Різні автори намагалися скласти загальну систематику цих різних типів аргументів слизького схилу. Інші автори дали загальне визначення, яке охоплює різноманіття аргументів про слизький схил. Євген Волох каже: «Я вважаю, що найкорисніше визначення слизького схилу — це таке, яке охоплює всі ситуації, коли рішення А, яке може здатися вам привабливим, у підсумку суттєво збільшує ймовірність прийняття рішення Б, проти якого ви виступаєте». :1030
Ті, хто вважає, що слизькі схили є причинно-наслідковими, зазвичай дають просте визначення, наводять кілька відповідних прикладів і, можливо, додають дискусію щодо труднощів визначення того, чи аргумент є розумним чи хибним. Більшу частину більш детального аналізу слизьких схилів було зроблено тими, хто вважає, що справжні слизькі схили пов'язані з рішеннями.

Лоде, стверджуючи, що аргумент слизького схилу не є єдиним класом аргументів, усі члени якого мають однакову форму, тим не менш, пропонує наступні спільні риси.
1. Серія проміжних і поступових кроків
2. Ідея про те, що на схилі не вистачає місця зупинки, визначеного не довільним чином
3. Ідея про те, що практика, яка розглядається, сама по собі не викликає заперечень

Ріццо та Вітмен визначають дещо різні риси. Вони кажуть: "Хоч не існує парадигмального випадку аргументу про слизький схил, є характерні риси всіх таких аргументів. Ключовими компонентами аргументів про слизький схил є три:
1. Початковий, на перший погляд прийнятний аргумент і рішення;
2. «Небезпечний випадок» — пізніший аргумент і рішення, які є явно неприйнятними;
3. «Процес» або «механізм», за допомогою якого прийняття початкового аргументу та прийняття початкового рішення підвищує ймовірність прийняття наступного аргументу та прийняття наступного рішення».[2]

Уолтон зазначає, що ці три ознаки будуть спільними для всіх слизьких схилів, але заперечує, що потрібно більше ясності щодо природи «механізму» та способу розрізнення між аргументами слизького схилу та аргументами з негативними наслідками. :275

Корнер та ін. кажуть, що слизький схил має «чотири різні компоненти:
1. Початкова пропозиція (А).
2. Небажаний результат (C).
3. Переконання, що дозвіл (А) призведе до переоцінки (С) у майбутньому.
4. Відмова від (А) на основі цього переконання.

Передбачувана небезпека, яка ховається на слизькому схилі, полягає в страху, що неприйнятна на даний момент пропозиція (C) буде у майбутньому переоцінена як прийнятна».
Волтон додає вимогу про втрату контролю. За його словами, є чотири основні компоненти: «Один — це перший крок, дія чи політика, які розглядаються. Другий— це послідовність, у якій ця дія призводить до інших дій. Третій — це так звана сіра зона або зона невизначеності вздовж послідовності, де агент втрачає контроль. Четвертий — катастрофічний результат у самому кінці послідовності. Ідея полягає в тому, що як тільки відповідний агент зробить перший крок, він буде підштовхнутий вперед через послідовність, втрачаючи контроль, так що в кінці він досягне катастрофічного результату. Не всі ці компоненти зазвичай розкриваються явно. . .»

## Непомилкове використання
Підручники з логіки та критичного мислення зазвичай розглядають аргументи слизького схилу як форму помилки,  але зазвичай визнають, що «аргументи щодо слизького схилу можуть бути хорошими, якщо схил є реальним, тобто якщо є вагомі докази того, що наслідки початкових дій існують високою ймовірністю. Сила аргументу залежить від двох факторів. Перший — це сила кожної ланки причинно-наслідкового ланцюга; аргумент не може бути сильнішим за свою найслабшу ланку. Друге — кількість зв'язків; чим більше є зв'язків, тим більша ймовірність того, що інші фактори можуть змінити наслідки».
Якщо умова якщо p то … z розуміється суворо, тоді аргументи слизького схилу щодо реального світу, швидше за все, не відповідають стандартам, необхідним для правильного дедуктивного міркування, і можуть бути відкинуті як помилкові, але, як зазначає Волтон, аргументи слизького схилу не є формальними доказами, вони є практичними аргументами щодо ймовірних наслідків. Ріццо каже: «Перш за все, слизькі схили — це схили аргументів: один практичний аргумент має тенденцію вести до іншого, що означає, що одна виправдана дія, часто рішення, має тенденцію вести до іншої. Коли ми говоримо, що один аргумент (і підтримувана ним дія) має тенденцію вести до іншого, ми маємо на увазі, що це робить виникнення наступного аргументу більш імовірним, а не те, що це обов'язково робить його дуже ймовірним або, тим більше, неминучим. Отже, перехід між аргументами не базується на строгому логічному виведенні». По суті, якщо прийняття p збільшує ймовірність z настільки, що ризик того, що це станеться, перевищить допустимий поріг, аргумент буде вважатися розумним. Звичайно, є значний простір для розбіжностей щодо ймовірності появи z :255і яким буде допустимий рівень ризику.
Кахане каже: «Помилка слизького схилу допускається лише тоді, коли ми визнаємо без подальших обґрунтувань чи аргументів, що як тільки зроблено перший крок, за ним підуть інші, або що те, що виправдовує перший крок, насправді виправдовує решту». Тоді виникає проблема щодо того, як оцінити ймовірність того, що певні кроки будуть виконані.
У статті Волоха «Механізми слизького схилу» розглядаються різні способи, за допомогою яких прийняття одного рішення може зробити інше рішення більш імовірним. Він вважає такими речами випадки, коли впровадження А, що робить В більш рентабельним, і впровадження А, що змінює ставлення таким чином, що прийняття В стає більш імовірним. Він каже: «Якщо ви стикаєтеся з прагматичним запитанням „Чи є сенс для мене підтримувати А, враховуючи, що це може спонукати інших підтримати В?“, вам слід розглянути всі механізми, через які А може призвести до В, чи вони логічні чи психологічні, судові чи законодавчі, поступові чи раптові. . . Ви повинні продумати про весь спектр можливих способів, якими А може змінити умови — чи це умови громадського ставлення, політичні позиції, витрати та вигоди чи що ви маєте — за якими інші розглядатимуть В». :1030–1031
На завершення Волох стверджує, що аналіз у його статті «імпліцитно спростовує аргумент про те, що аргументи слизького схилу за своєю суттю є логічно помилковими: твердження про те, що А неминуче призведе до В через логічне примушування, може бути помилковим, але більш скромне твердження, що А може зробити B більш вірогідним». :1134 Подібного висновку дійшли Корнер та ін., які після дослідження психологічного механізму аргументу слизького схилу кажуть: "Незважаючи на їхню філософську популярність, аргументи слизького схилу використовуються (і, здається, прийняті) у різноманітних практичних контекстах. Експериментальні дані, наведені в цій статті, свідчать про те, що за деяких обставин їх практична прийнятність може бути виправдана не лише тому, що теоретична система прийняття рішень робить їх суб'єктивно раціональними, а й тому, що продемонстровано, як об'єктивно слизькі схили, на які вони вказують, є фактично діючими. :147